# Крок, Джоан
Джо́ан Бе́верли Крок (англ. Joan Beverly Kroc; в девичестве — Мэнсфилд, ранее — Смит; 27 августа 1928, Уэст-Сент-Пол, Миннесота — 12 октября 2003, Ранчо-Санта-Фе, Калифорния) — американский филантроп, общественный деятель, жена основателя McDonald’s Рея Крока.

## Ранние годы

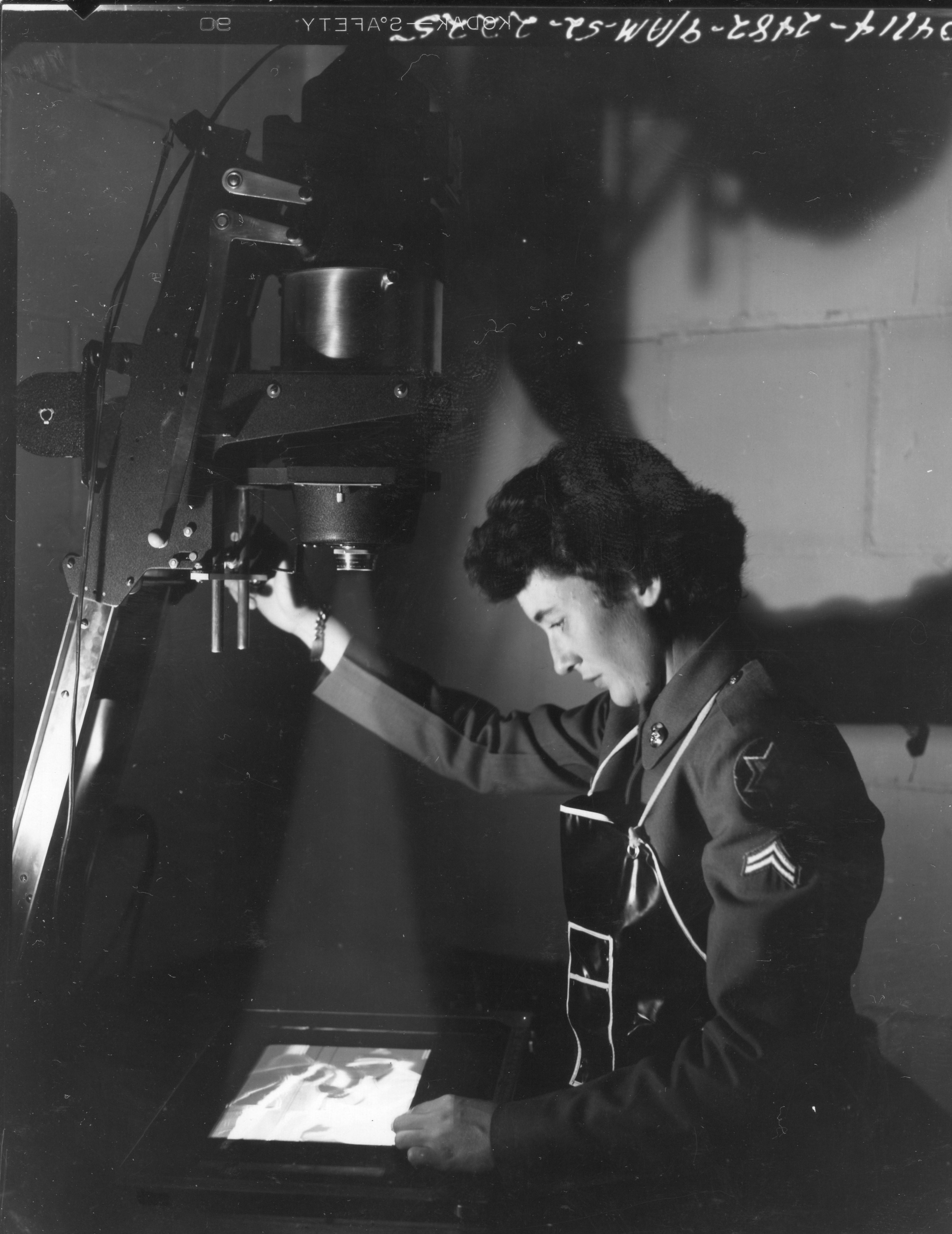
Капрал Джоан Мэнсфилд - фототехник в Центральной Фотолаборатории Шестой армии США города Сан-Франциско, США, 1952 год

Джоан Беверли Мэнсфилд родилась 27 августа 1928 года в Уэст-Сент-Поле, штат Миннесота, США. Её отец, Чарльз Смарт Мэнсфилд, был владельцем магазина, а позже работал телеграфистом на железной дороге и торговцем.

## Брак и семья
В 1945 году Мэнсфилд вышла замуж за Роланда Ф. «Ролли» Смита, ветерана ВМФ, который стал франчайзи McDonald’s и в конечном итоге владел тремя ресторанами в Рапид-Сити, Южная Дакота. У пары родилась единственная дочь по имени Линда.
Мэнсфилд встретила основателя корпорации McDonald’s Рея Крока, который был на 26 лет старше её, когда играла на органе в ресторане Criterion в Сент-Поле в 1957 году. В своей автобиографии Рей написал, что «был поражен её блондинистой красотой». Оба были женаты на тот момент. Они встретились снова на конференции McDonald’s в 1969 году, и через шесть месяцев развелись со своими супругами и поженились. После смерти Крока в 1984 году, Джоан унаследовала его состояние.

## Филантропия

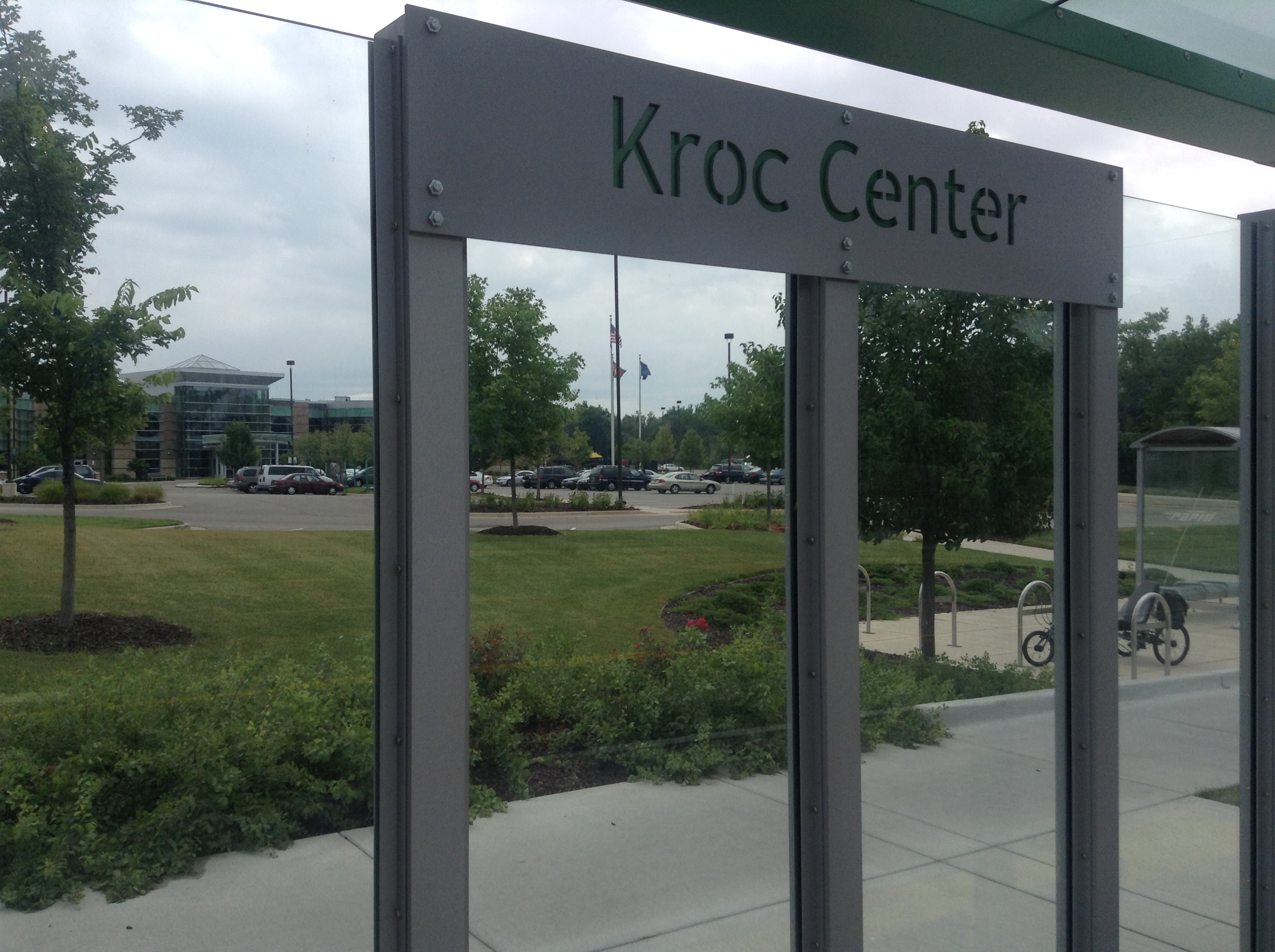
Станция метро "Крок центр" в г.Мичиган, США. На фоне виднеется здание Крок центра.

В 2002 году был открыт Крок Центр — крупный центр общественных услуг Армии Спасения, на строительство которого она пожертвовала 87 миллионов долларов. Позже она завещала дополнительно 1,6 миллиарда долларов на открытие Крок Центров по всей стране, что стало самым крупным единовременным подарком в истории. В районе Сан-Диего названы несколько учреждений в её честь, включая Институт мира и справедливости имени Джоан Б. Крок при Университете Сан-Диего и Институт международных мирных исследований имени Джоан Б. Крок при Университете Нотр-Дам.
Крок также активно поддерживала проекты по помощи бездомным и создала первую программу помощи для игроков и персонала Главной бейсбольной лиги (англ. Major League Baseball), сталкивающихся с проблемами наркотиков.
Крок была политически активной, потратив миллионы долларов на поддержку ядерного разоружения. Она анонимно подарила городу Санта-Моника скульптуру, изображающую ядерный гриб, под названием «Цепная реакция».
После её смерти в 2003 году было объявлено, что Крок оставила большую часть своего состояния Армии Спасения для строительства рекреационных центров по всей стране. Её крупные пожертвования также включали 225 миллионов долларов Национальному общественному радио (англ. National Public Radio, NPR).

## Смерть и наследие

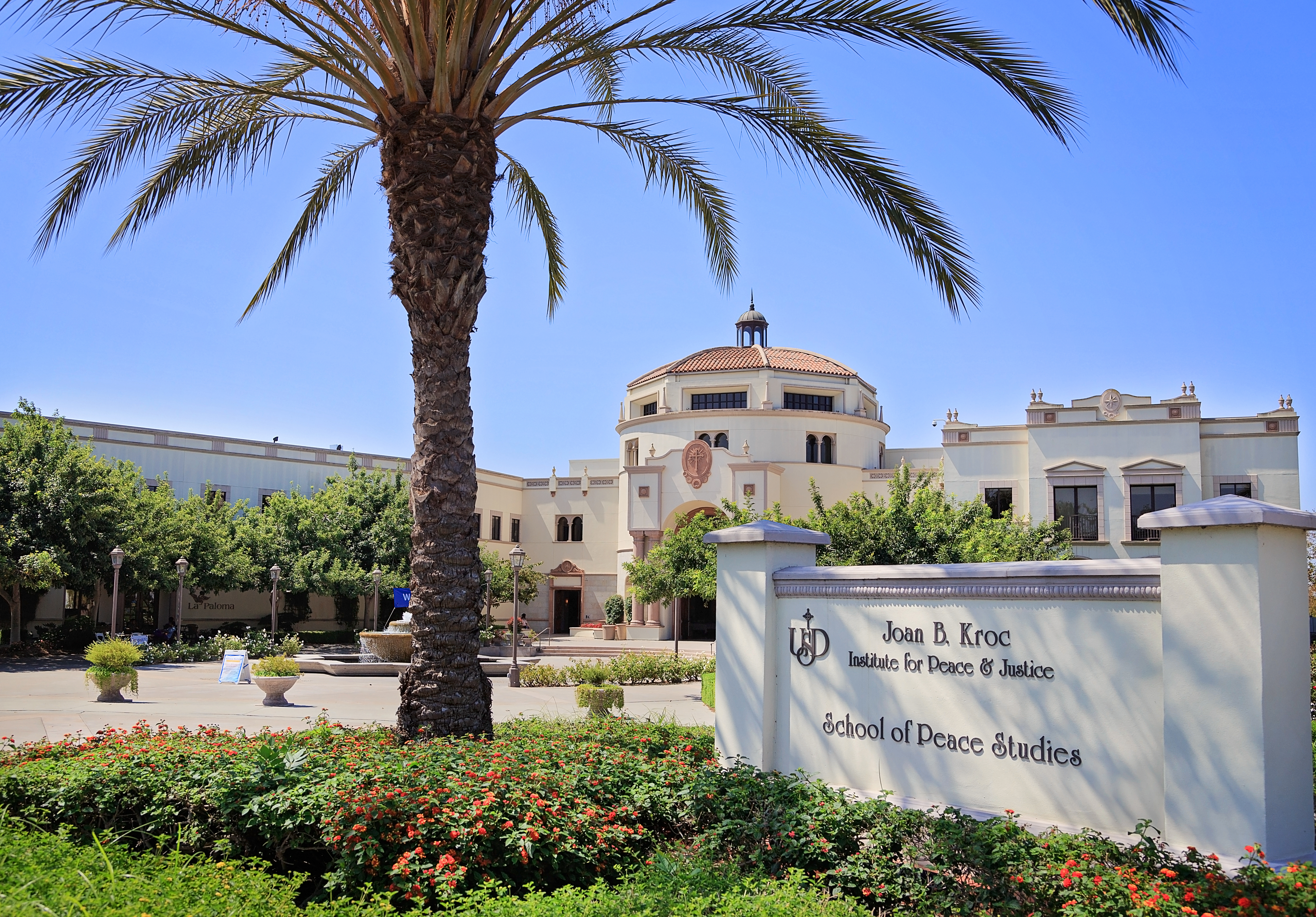
Институт Мира и Справедливости при Школе изучения мира Д.Крок, Университет Сан-Диего, г.Сан-Диего, Калифорния, США

Крок скончалась от рака мозга 12 октября 2003 года в Ранчо-Санта-Фе, штат Калифорния, в возрасте 75 лет. Она была кремирована, и большинство её останков захоронены в Мемориальном парке Эль-Камино в Сан-Диего.
В её завещании были значительные пожертвования для ряда организаций, включая 1,5 миллиарда долларов для Армии Спасения и 200 миллионов долларов для NPR.

## В культуре
- Биография «Рэй и Джоан: человек, который сделал состояние McDonald’s и женщина, которая отдала все»[2][3] была опубликована в 2016 году и написана Лизой Наполи, в ней рассматриваются отношения супругов.
- Джоан Крок изображена актрисой Линдой Карделлини в биографической драме «Основатель».